# Фацетии (Бебель)
«Фацетии» — сборник небольших шуточных рассказов немецкого писателя Генриха Бебеля, написанных на латинском языке и впервые опубликованных в 1508 году (первая и вторая книги) и в 1512 году (третья книга). В этих рассказах подвергались осмеянию нравы клира, амбиции знати, насилия над простыми людьми рыцарей-разбойников, корыстолюбие купцов, неотёсанность и суеверия крестьян. «Фацетии» имели большой успех у читателей, много раз переиздавались, ещё в XVI веке были переведены на немецкий, французский и итальянский языки.